# Werner Schünemann
Werner Eduardo Schünemann (Porto Alegre, 21 febbraio 1959) è un attore brasiliano.

## Biografia
Nipote di tedeschi, si è laureato in Storia all'Università federale del Rio Grande do Sul dopo aver iniziato a calcare il palcoscenico e aver lavorato in pellicole super 8 e in cortometraggi. Per un periodo ha insegnato storia nelle scuole, salvo poi dedicarsi totalmente alla recitazione. Negli anni novanta è stato attivissimo in teatro. Col nuovo millennio è apparso anche sul piccolo schermo: tra i molti ruoli televisivi sostenuti, si ricorda quello di Bento Gonçalves da Silva nella telenovela Garibaldi, l'eroe dei due mondi.

### Cinema

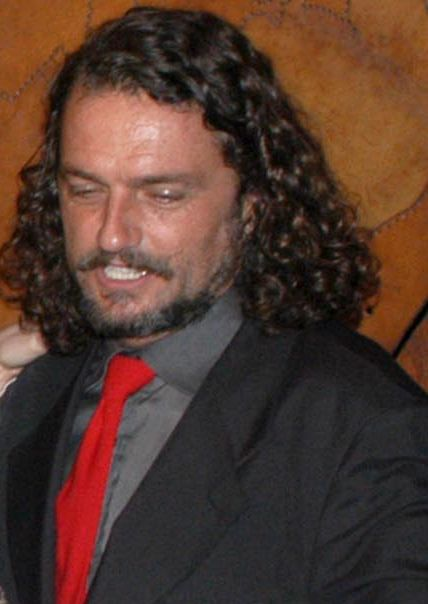
Werner Schünemann nel 2007

## Filmografia

### Televisione
- 2001 - Contos de inverno .... Danilo
- 2001 - Histórias Curtas ....
- 2002 - Contos de inverno .... JM
- 2003 - Garibaldi, l'eroe dei due mondi; altro titolo: La casa delle sette donne (A casa das sete mulheres) - .... Bento Gonçalves da Silva
- 2003 - Kubanacan .... Alejandro Rivera
- 2004 - Começar de Novo .... Anselmo
- 2004 - Senhora do Destino .... comandante Saraiva
- 2007 - Amazônia, de Galvez a Chico Mendes .... Rodrigo de Carvalho
- 2007 - Eterna Magia .... Max (Maximillian Sullivan)
- 2008 - Duas caras .... Humberto Silveira
- 2008 - Beleza Pura .... Tomás
- 2010 - Passione .... Saulo Gouveia
- 2012 - As Brasileiras .... Alberto Galhardo
- 2012 - Lado a lado .... Alberto Assunção